# 巴斯 (北卡羅萊納州)
巴斯（英語：Bath）是一個位於美國北卡羅萊納州博福特縣的城鎮。

## 人口
根據2020年美國人口普查的數據，巴斯的面積為2.37平方千米，當中陸地面積為0.92平方千米，而水域面積為1.45平方千米。當地共有人口245人，而人口密度為每平方千米103人。